# 卡尼亚达洪科萨
卡尼亚达洪科萨，是西班牙卡斯蒂利亚－拉曼恰昆卡省的市镇，面积43平方公里，2001年人口331人，人口密度每平方公里8人。